# Olympische Jugend-Winterspiele 2012/Teilnehmer (Polen)
| Gelbes Symbol für Goldmedaillen mit stilisierten Olympischen Ringen | Graues Symbol für Silbermedaillen mit stilisierten Olympischen Ringen | Braundes Symbol für Bronzemedaillen mit stilisierten Olympischen Ringen |
| ------------------------------------------------------------------- | --------------------------------------------------------------------- | ----------------------------------------------------------------------- |
| —                                                                   | —                                                                     | —                                                                       |

Polen nahm an den Olympischen Jugend-Winterspielen 2012 in Innsbruck mit 19 Athleten in sieben Sportarten teil.

## Sportarten

### Biathlon
| Athleten                                             | Wettbewerb                         | Zeit (Schießfehler) | Rang |
| ---------------------------------------------------- | ---------------------------------- | ------------------- | ---- |
| Jungen                                               |                                    |                     |      |
| Mateusz Janik                                        | 7,5 km Sprint                      | 22:19,6 min (4)     | 30   |
| Mateusz Janik                                        | 10 km Verfolgung                   | 34:33,2 min (7)     | 33   |
| Jakub Topór                                          | 7,5 km Sprint                      | 22:08,6 min (4)     | 24   |
| Jakub Topór                                          | 10 km Verfolgung                   | 33:15,6 min (7)     | 24   |
| Mädchen                                              |                                    |                     |      |
| Beata Lassak                                         | 6 km Sprint                        | 20:56,1 min (4)     | 34   |
| Beata Lassak                                         | 7,5 km Verfolgung                  | 34:19,9 min (8)     | 30   |
| Kinga Mitoraj                                        | 6 km Sprint                        | 19:58,2 min (3)     | 24   |
| Kinga Mitoraj                                        | 7,5 km Verfolgung                  | 34:22,4 min (9)     | 34   |
| Gemischt                                             |                                    |                     |      |
| Kinga Mitoraj Beata Lassak Jakub Topór Mateusz Janik | Mixed-Staffel                      | 1:18:55,5 h (4+18)  | 12   |
| Beata Lassak Urszula Łętocha Jakub Topór Dawid Bril  | Mixed-Staffel Skilanglauf/Biathlon | 1:11:40,6 h (4+6)   | 18   |

### Eisschnelllauf
| Athleten             | Wettbewerb  | Durchgang 1 | Durchgang 2 | Gesamt      | Gesamt |
| Athleten             | Wettbewerb  | Zeit        | Zeit        | Zeit        | Rang   |
| -------------------- | ----------- | ----------- | ----------- | ----------- | ------ |
| Jungen               |             |             |             |             |        |
| Marcel Drwięga       | 500 m       | 40,36 s     | 39,94 s     | 80,30 s     | 8      |
| Marcel Drwięga       | Massenstart |             |             | 7:51,71 min | 20     |
| Adam Iwaniszyn       | 1500 m      |             |             | 2:07,94 min | 15     |
| Adam Iwaniszyn       | 3000 m      |             |             | 4:30,06 min | 11     |
| Adam Iwaniszyn       | Massenstart |             |             | 7:24,81 min | 15     |
| Mädchen              |             |             |             |             |        |
| Aleksandra Karpuziak | 1500 m      |             |             | 2:17,29 min | 10     |
| Aleksandra Karpuziak | 3000 m      |             |             | 4:51,48 min | 6      |
| Aleksandra Karpuziak | Massenstart |             |             | 6:22,03 min | 16     |
| Kaja Ziomek          | 500 m       | 82,75 s     | 44,77 s     | 127,52 s    | 16     |
| Kaja Ziomek          | 3000 m      |             |             | 2:23,23 min | 14     |
| Kaja Ziomek          | Massenstart |             |             | 6:21,46 min | 15     |

### Nordische Kombination
| Athleten     | Wettbewerb                    | Skispringen | Skispringen | Skispringen   | Langlauf | Langlauf |
| Athleten     | Wettbewerb                    | Punkte      | Rang        | Zeitrückstand | Zeit     | Rang     |
| ------------ | ----------------------------- | ----------- | ----------- | ------------- | -------- | -------- |
| Jungen       |                               |             |             |               |          |          |
| Michał Pytel | Normalschanze / 5 km Langlauf | 120,8       | 10          | 1:07 min      | DNF      | DNF      |

### Rennrodeln
| Athleten                     | Wettbewerb   | Durchgang 1 | Durchgang 2 | Gesamt       | Gesamt |
| Athleten                     | Wettbewerb   | Zeit        | Zeit        | Zeit         | Rang   |
| ---------------------------- | ------------ | ----------- | ----------- | ------------ | ------ |
| Jungen                       |              |             |             |              |        |
| Jakub Firlej                 | Einsitzer    | 41,243 s    | 41,325 s    | 1:22,568 min | 22     |
| Jakub Firlej Mateusz Woźniak | Doppelsitzer | 43,498 s    | 43,805 s    | 1:27,303 min | 9      |
| Mädchen                      |              |             |             |              |        |
| Natalia Biesadzka            | Einsitzer    | 41,044 s    | 40,921 s    | 1:21,965 min | 12     |

| Athleten                                                        | Wettbewerb  | Mädchen  | Junge    | Doppel   | Gesamt       | Gesamt |
| Athleten                                                        | Wettbewerb  | Zeit     | Zeit     | Zeit     | Zeit         | Rang   |
| --------------------------------------------------------------- | ----------- | -------- | -------- | -------- | ------------ | ------ |
| Gemischt                                                        |             |          |          |          |              |        |
| Natalia Biesadzka Jakub Kowalewski Jakub Firlej Mateusz Woźniak | Teamstaffel | 45,549 s | 48,192 s | 48,172 s | 2:21,913 min | 10     |

### Ski Alpin
| Athleten         | Wettbewerb   | Durchgang 1 | Durchgang 2        | Gesamt             | Gesamt             |
| Athleten         | Wettbewerb   | Zeit        | Zeit               | Zeit               | Rang               |
| ---------------- | ------------ | ----------- | ------------------ | ------------------ | ------------------ |
| Jungen           |              |             |                    |                    |                    |
| Andrzej Dziedzic | Super-G      |             |                    | 1:07,98 min        | 23                 |
| Andrzej Dziedzic | Riesenslalom | 1:00,76 min | 56,55 s            | 1:57,31 min        | 15                 |
| Andrzej Dziedzic | Slalom       | DNF         | nicht qualifiziert | nicht qualifiziert | nicht qualifiziert |
| Andrzej Dziedzic | Kombination  | 1:05,69 min | DNF                | -                  | -                  |
| Mädchen          |              |             |                    |                    |                    |
| Katarzyna Wąsek  | Super-G      |             |                    | DSQ                | DSQ                |
| Katarzyna Wąsek  | Riesenslalom | 1:02,76 min | 1:02,51 min        | 2:05,27 min        | 26                 |
| Katarzyna Wąsek  | Slalom       | 43,63 s     | DNF                | -                  | -                  |
| Katarzyna Wąsek  | Kombination  | 1:10,14 min | 38,44 s            | 1:48,58 min        | 19                 |

### Skilanglauf
| Athleten        | Wettbewerb      | Qualifikation | Qualifikation | Viertelfinale | Viertelfinale | Halbfinale         | Halbfinale         | Finale             | Finale             |
| Athleten        | Wettbewerb      | Zeit          | Rang          | Zeit          | Rang          | Zeit               | Rang               | Zeit               | Rang               |
| --------------- | --------------- | ------------- | ------------- | ------------- | ------------- | ------------------ | ------------------ | ------------------ | ------------------ |
| Jungen          |                 |               |               |               |               |                    |                    |                    |                    |
| Dawid Bril      | 10 km klassisch |               |               |               |               |                    |                    | 31:27,8 min        | 15                 |
| Dawid Bril      | Sprint          | 1:46,47 min   | 11            | 2:11,2 min    | 6             | nicht qualifiziert | nicht qualifiziert | nicht qualifiziert | nicht qualifiziert |
| Mädchen         |                 |               |               |               |               |                    |                    |                    |                    |
| Urszula Łętocha | 5 km klassisch  |               |               |               |               |                    |                    | 16:22,3 min        | 16                 |
| Urszula Łętocha | Sprint          | 2:05,81 min   | 22            | 2:02,4 min    | 5             | nicht qualifiziert | nicht qualifiziert | nicht qualifiziert | nicht qualifiziert |

### Skispringen
| Athleten         | Wettbewerb    | Erste Runde | Erste Runde | Finale | Finale | Gesamt | Gesamt |
| Athleten         | Wettbewerb    | Weite       | Punkte      | Weite  | Punkte | Punkte | Rang   |
| ---------------- | ------------- | ----------- | ----------- | ------ | ------ | ------ | ------ |
| Jungen           |               |             |             |        |        |        |        |
| Krzysztof Leja   | Normalschanze | 64,5 m      | 101,1       | 66,0 m | 105,2  | 206,3  | 14     |
| Mädchen          |               |             |             |        |        |        |        |
| Magdalena Pałasz | Normalschanze | 40,5 m      | 34,5        | 43,5 m | 43,2   | 77,7   | 14     |

| Athleten                                     | Wettbewerb               | Erste Runde | Zweite Runde | Gesamt | Gesamt |
| Athleten                                     | Wettbewerb               | Punkte      | Punkte       | Punkte | Rang   |
| -------------------------------------------- | ------------------------ | ----------- | ------------ | ------ | ------ |
| Gemischt                                     |                          |             |              |        |        |
| Magdalena Pałasz Michał Pytel Krzysztof Leja | Mixed-Team Normalschanze | 210,8       | 215,4        | 426,2  | 12     |